# Santa Fe Institute

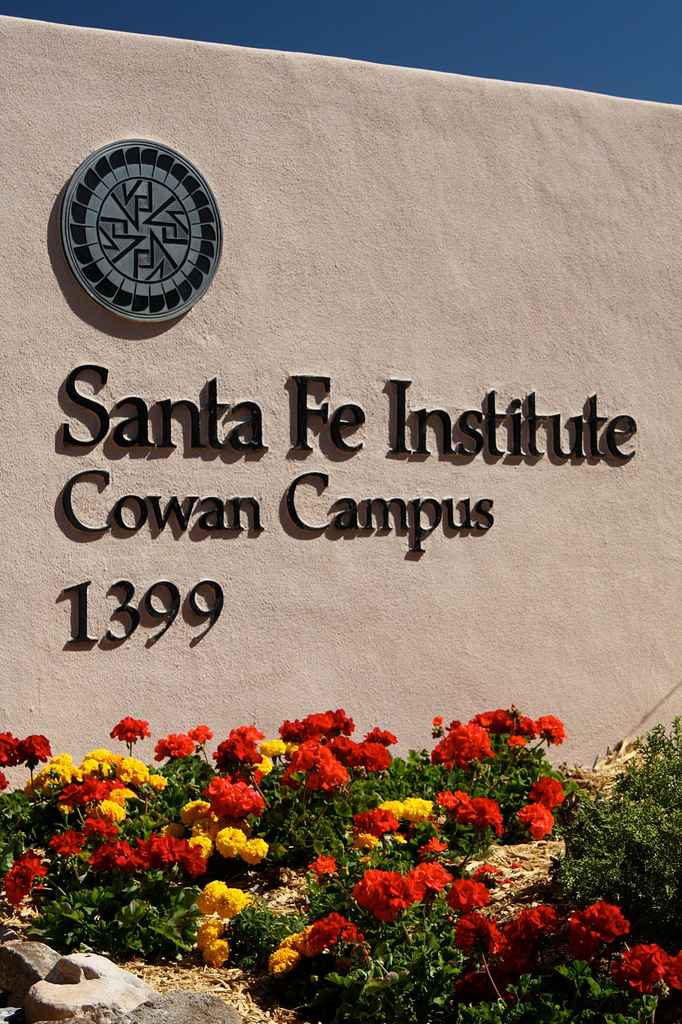
Ingångsskylt

Santa Fe Institute är ett icke vinstinriktat forskningsinstitut i Santa Fe i New Mexico. Det grundades 1984 för att forska kring komplexa system.